# Rudolf Thierfelder
Rudolf Thierfelder (* 31. Dezember 1905 in Schöneberg bei Berlin; † 21. Juli 1997 in Bonn-Oberkassel) war ein deutscher Diplomat, der unter anderem zwischen 1968 und 1971 Botschafter in der Türkei
war.

## Leben

### Studium, Jurist und Zweiter Weltkrieg
Thierfelder war der Sohn des Biochemikers Hans Thierfelder, der als Professor an der Friedrich-Wilhelms-Universität zu Berlin sowie an der Eberhard Karls Universität Tübingen lehrte, und begann nach dem Schulbesuch in Tübingen ein Studium der Mathematik und Rechtswissenschaften an der Ludwig-Maximilians-Universität München, das er an der Eberhard Karls Universität Tübingen fortsetzte. Dort wurde er 1923 Mitglied der Tübinger Burschenschaft Derendingia, in der bereits sein Vater und sein Bruder Hermann Thierfelder Mitglieder waren. 1930 legte er die zweite juristische Staatsprüfung ab und schloss 1932 seine Promotion zum Dr. jur. an der Eberhard Karls Universität Tübingen mit einer Dissertation mit dem Titel Objektiv gefasster Schuldmerkmale ab. Danach war er als Wissenschaftlicher Mitarbeiter an der Philipps-Universität Marburg und der Christian-Albrechts-Universität zu Kiel beschäftigt sowie im Anschluss nacheinander Gerichtsassessor in Württemberg, Landgerichtsrat am Landgericht Ellwangen und zuletzt Erster Staatsanwalt bei der Staatsanwaltschaft Stuttgart.
Während des Zweiten Weltkrieges leistete Thierfelder, der Mitglied der NSDAP und der SA war, Kriegsdienst in der Wehrmacht und war Mitarbeiter der von Generalrichter Hans Boetticher geleiteten Gruppe Justiz des Militärbefehlshabers in Paris und wirkte in dieser Funktion an der Ausformulierung der sogenannten Geiselrichtlinien mit.

### Diplomat in der Bundesrepublik Deutschland
Nach Kriegsende wurde Thierfelder Mitarbeiter in der Staatskanzlei von Württemberg-Hohenzollern und war im Anschluss kurze Zeit im Deutschen Büro für Friedensfragen in Stuttgart tätig. Am 1. Juli 1950 trat er in die Dienststelle für Auswärtige Angelegenheiten im Bundeskanzleramt ein, aus der am 15. März 1951 das Auswärtige Amt entstand. Dort war er von 1951 bis 1956 in der Abteilung II (Politische Abteilung) eingesetzt und anfangs Leiter des Referats Internationale Organisationen sowie seit Anfang 1952 Leiter des Referats IV (Europarat). In dieser Funktion gehörte er neben Konrad Adenauer, Theodor Blank, Herbert Blankenhorn, Walter Hallstein, Wilhelm Grewe, Rolf Otto Lahr und Carl Friedrich Ophüls zu den Mitgliedern der deutschen Delegation bei der Londoner Neun-Mächte-Konferenz von 1954 über die Westintegration der Bundesrepublik Deutschland. Zusätzlich war er als Nachfolger des wegen Weitergabe von Dokumenten durch seine Mitarbeiterin suspendierten Gustav Strohm von März 1952 bis 1956 Leiter des für allgemeine politische Fragen sowie Grenzfragen und damit auch für Saarfragen zuständigen Referats 217.
1956 wurde Thierfelder Generalkonsul in Genf. Sein Nachfolger als Leiter des Saar-Referats wurde Heinrich Böx. Den Posten als Generalkonsul in Genf bekleidete er bis 1961. Seine ursprünglich geplante Entsendung Thierfelders als Nachfolger von Josef Jansen als Gesandter Erster Klasse an die Botschaft in Frankreich wurde 1960 vom Auswärtigen Amt auf französischen Druck hin wegen seiner Tätigkeit im Zweiten Weltkrieg zurückgezogen. Im Anschluss an seine Tätigkeit als Generalkonsul in Genf war er stattdessen zwischen 1961 und 1964 Gesandter an der Botschaft im Vereinigten Königreich. Dabei stieß die Anmietung der von ihm bewohnten Wohnung im Londoner Stadtteil Kensington wegen der Höhe des Mietzinses auf Kritik in den Medien. Nach seiner Rückkehr nach Deutschland wurde er 1964 als Ministerialdirektor Leiter der Abteilung V (Rechtsabteilung) des Auswärtigen Amtes und übte diese Funktion bis 1968 aus. In dieser Funktion war er vom 26. März bis zum 24. Mai 1968 Leiter der deutschen Delegation bei den Verhandlungen zum Wiener Übereinkommen über das Recht der Verträge.
Zuletzt wurde Thierfelder im August 1968 Nachfolger von Horst Groepper als Botschafter in der Türkei. Diesen Posten hatte er bis zu seiner Versetzung in den Ruhestand im Januar 1971 inne und wurde anschließend durch Gustav Adolf Sonnenhol abgelöst.

## Veröffentlichungen
- Objektiv gefasster Schuldmerkmale, Dissertation Universität Tübingen, Breslau-Neukirch 1932.
- Normativ und Wert in der Strafrechtswissenschaft unserer Tage, Morh Verlag, Tübingen 1934.
- Anselm von Feuerbach und die bayrische Strafprozessgesetzgebung von 1813, ZStW 53 (1934), S. 403–442[21]
- Erich Schwinge: Militärstrafgesetzbuch, Rezension, DR 1937, S. 39 f.[22]